# Universele eredienst
Het ideaal van de Soefibeweging komt het beste naar voren in de universele eredienst. Deze dienst is symbolisch en wordt voorgegaan door drie cherags (andere naam voor een priester) die in een toga zijn gekleed. Op het altaar ligt een geel kleed met daarop het soefi-symbool; een gevleugeld hart zwevend een wassende maan. Op het kleed staat een grote kaars met daarvoor een rij van zeven kleinere kaarsen. Deze zeven kaarsen symboliseren het Hindoeïsme, het Boeddhisme, de Zoroastrische godsdienst (Zarathoestra), het Jodendom, het Christendom, de Islam, en het licht der waarheid, dat in deze zin alle godsdiensten omvat, namelijk het esoterische licht. Tijdens de eredienst worden alle kaarsen ontstoken uit eerbied voor de verschillende godsdiensten. Voor elke kaars ligt het heilige boek van de desbetreffende godsdienst.
De dienst wordt zoals gezegd door drie cherags geleid. De cherags hebben een speciale wijding ontvangen en bestaan zowel uit mannen als vrouwen uit alle verschillende lagen van de bevolking. Zij hebben een spirituele training gevolgd volgens de methode en filosofie van Hazrat Inayat Khan.
De cherag steekt de kaarsen aan, doet de aanroep tot de Ene en leest passages uit de verschillende heilige boeken van de godsdiensten die op het altaar liggen. De teksten zijn vaak actueel en zijn terug te vinden in alle heilige boeken. De godsdiensten verschillen door cultuur en tijd van ontstaan veel van elkaar. Ze duiden tegelijkertijd op hetzelfde. Dit gegeven zorgt ervoor dat de verschillende godsdiensten op deze manier hetzelfde vertellen en zorgt voor inzicht die een sfeer van verdraagzaamheid wil creëren om zo de mensen bij elkaar te brengen.
De universele eredienst werkt derhalve als een soort paraplu.